# Blek stornopping
Blek stornopping (Entoloma scabropellis) är en svampart som beskrevs av Noordel. 1984. Blek stornopping ingår i släktet Entoloma och familjen Entolomataceae.  Arten är reproducerande i Sverige. Inga underarter finns listade i Catalogue of Life.